# Luis Liz Marzán
Luis Manuel Liz Marzán (Lugo, 20 de diciembre de 1965) es un químico español que ha destacado, entre otros campos, por sus investigaciones en nanopartículas metálicas plasmónicas.

## Biografía
Nacido en Lugo en 1965 realizó sus estudios en Ciencias Químicas en la Universidad de Santiago de Compostela donde se licenció en 1988 y se doctoró cuatro años más tarde. Amplió sus estudios en la Universidad de Utrecht y regresó a Galicia en 1995 como profesor de la Universidad de Vigo, donde continuó con su investigación y consiguió la cátedra en 2006. En 2012, alcanzó una situación de excedencia al incorporarse al Centro de Investigación Cooperativa en Biomateriales-CIC biomaGUNE en el País Vasco, donde desde 2020 ocupó cargosde profesor de investigación, director científico y jefe de grupo del CIBER-BBN. Desde 2005 ha sido profesor visitante en distintas universidades como la de Tohoku en Japón, Míchigan en Estados Unidos, la Escuela Normal Superior de Cachan en Francia o la Universidad Jiangnan en China, entre otras. También ha sido fellow en la Universidad de Hamburgo y en el Max-Planck-Institut für Kolloid- und Grenzflächenforschung.Desde el año 2023, además cuenta con un grupo de investigación en el Centro de Investigación CINBIO de la Universidad de Vigo.
Su campo de trabajo y las líneas de investigación de su grupo se centran en la síntesis de nanopartículas metálicas y la química coloidal aplicada a la nanoplasmónica, el desarrollo de la fabricación de los compuestos así como su caracterización y aplicación con fines biomédicos.
Es autor de más de cuatrocientos artículos en publicaciones científicas, una veintena de capítulos en libros y ocho patentes en las que es copartícipe. Su índice h de citas académicas era de 104 en 2018, siendo el investigador español más citado en ciencia de materiales. Miembro de la Academia Europea de Ciencias, la Academia Europæa, la Real Academia de Ciencias Exactas, Físicas y Naturales, Real Sociedad Española de Química, la Real Academia Gallega de Ciencias, de la Royal Society of Chemistry y correspondiente de la Real Academia de Ciencias de Granada.
A lo largo de su carrera ha sido galardonado con distintos premios como el Premio Humboldt (2009), el Premio Rey Jaime I en Investigación Básica (2015) y el Premio Nacional Enrique Moles de Ciencia y Tecnología Químicas (2018). En 2021 recibió el Premio Lilly de Investigación Biomédica en la categoría de Investigación Biomédica Preclínica «por sus investigaciones en el campo de la nanociencia y la nanomedicina».